# Warayut Klomnak
Warayut Klomnak (thailändisch วรายุทธ กล่อมนาค, * 30. Mai 1986), auch als Tum bekannt, ist ein thailändischer Fußballspieler.

## Karriere
Warayut Klomnak spielte bis 2017 beim Samut Songkhram FC. Der Verein aus Samut Songkhram spielte in der zweithöchsten thailändischen Liga, der Thai League 2. Ende 2017 musste der Verein in die vierte Liga zwangsabsteigen. Nach dem Abstieg verließ er den Verein und schloss sich dem Erstligisten Air Force Central an. Für den Verein aus der Hauptstadt Bangkok spielte er 14-mal in der Thai League. Ende 2018 stieg er mit dem Klub in die zweite Liga ab. Die Saison 2019 spielte er für den Zweitligisten Nongbua Pitchaya FC aus Nong Bua Lamphu. Nach 16 Zweitligaspielen wechselte er Anfang 2020 zum Ligakonkurrenten Samut Sakhon FC nach Samut Sakhon. Für Samut absolvierte er 13 Zweitligaspiele. Anfang Januar 2021 unterzeichnete er einen Vertrag beim Chainat Hornbill FC. Für den Zweitligisten aus Chainat bestritt er 46 Ligaspiele. Nach der Hinrunde wurde sein Vertrag nicht verlängert. Im gleichen Monat unterschrieb er einen Vertrag beim ebenfalls in der zweiten Liga spielenden Chiangmai United FC. Nach insgesamt 51 Ligaspielen, in denen er zwölf Treffer erzielte, wurde sein Vertrag im Sommer 2024 nicht verlängert. Im Juli 2024 verpflichtete ihn der ebenfalls in der zweiten Liga spielende Chanthaburi FC. Für den Verein aus Chanthaburi bestritt er zwölf Ligaspiele. Nach der Hinrunde wechselte er im Januar 2025 in die dritte Liga. Hier schloss er sich in Samut Sakhon dem in der Western Region spielenden Samut Sakhon City FC an. Am Ende der Saison 2024/25 feierte er mit dem Verein die Meisterschaft der Region.

## Erfolge
Samut Sakhon City FC
- Thai League 3 – West: 2024/25